# تامارا بویاخچیان
تامارا بویاخچیان (ارمنی: Թամարա Բոյախչյան؛ انگلیسی: Tamara Boyakhchyan؛ ۱۹۴۲ - ۲۰۰۴) یک شطرنج‌باز اهل ارمنستان بود که دارنده عنوان عنوان‌های فیده بود.

## زندگی‌نامه
در ۱۹۴۲ به دنیا آمد   وی نخستین زن ارمنی استاد ورزشی اتحاد شوروی (۱۹۶۶) بود. وی در ۲۰۰۴ در سن سالگی درگذشت.

## یادداشت
1. ↑  Հայաստանի առաջին կին ԽՍՀՄ սպորտի վարպետը